# Бобби Фишер против всего мира
«Бобби Фишер против всего мира» (англ. Bobby Fischer Against the World) — документальный фильм режиссёра Лиз Гарбус, вышедший на экраны в 2011 году. 
Документальная лента номинировалась на прайм-таймовую премию «Эмми» за лучшую нехудожественную телепрограмму. Фильм посвящен монтажёру Карен Шмеер, которая умерла в результате несчастного случая, когда процесс монтирования фильма шёл уже несколько месяцев.

## Сюжет
В документальном фильме прослеживается биография североамериканского чемпиона мира по шахматам Бобби Фишера с детства и до самой смерти. Исследуется вопрос о том, как условия семейной жизни и раннее увлечение шахматами повлияли на формирование характера и мироощущения этого человека. В центре повествования находится матч за звание чемпиона мира против Бориса Спасского в 1972 году, когда талант Фишера достиг своей вершины. Спортивное соревнование показано в контексте сложной международной обстановки времён холодной войны.
В фильме широко использованы архивные записи интервью с Фишером, фотоматериалы, редкие записи с матча 1972 года. Специально для фильма свои мнения и воспоминания высказали шахматисты Энтони Сейди, Ларри Эванс, Сэм Слоун, Сьюзен Полгар, Гарри Каспаров, Николай Крогиус, Аса Хоффман, Фридрик Олафссон, арбитр матча 1972 года Лотар Шмид, организатор этого соревнования Гудмундор Тораринссон, политик Генри Киссинджер и другие.

## Критика
Фильм получил положительные отзывы кинокритиков. На сайте Rotten Tomatoes фильм имеет рейтинг 87 % на основе 45 рецензий со средним баллом 7,1 из 10. На сайте Metacritic фильм имеет оценку 76 из 100 на основе 12 рецензий критиков, что соответствует статусу «в целом положительные отзывы».